# 中国共产党第十三届中央委员会候补委员列表
中国共产党第十三次全国代表大会於1987年10月25日至11月1日在北京召开。大会选举了110名中国共产党第十三届中央委员会候补委员。

## 委員列表
（按得票多少为序排列）
格桑多杰（藏族，1989年6月递补中央委员）、贾志杰（1989年11月递补中央委员）、马玉海（回族，1991年11月递补中央委员）、丹增（藏族，1992年10月递补中央委员）、王越丰（黎族，1992年10月递补中央委员）、克尤木·巴吾东（维吾尔族，1992年10月递补中央委员）、李振潜（1992年10月递补中央委员）、张连忠、陈明义、罗尚才（布依族）、贾那布尔（哈萨克族）、王志武、刘国光、何道泉、陈敏章、姜燮生、马思忠（回族）、杨国梁、邹竞蒙、高镇宁、王洛林、张立昌、赵国臣、王学珍、尹俊（白族）、叶连松、张万年、陈素芝（女，满族）、葛洪升、傅锡寿、朱森林、周绍勋、刘方仁、杨永良、陈世俊、郑华、钱国梁、钱绍钧、卢功勋、刘国范、刘鸿儒、周玉书、贺国强、梁光烈、路甬祥、王忠禹、彭功阁、朱开轩、何光远、孙同川、宋克达、赵炳耀、栗寿山、刘玉洁（女）、孙家正、李淑铮（女）、林殷才、孙文盛、陈玉杰（女）、钱树根、曾宪林、于振武、史大桢、吴邦国、张思卿、和志强（纳西族）、徐世群、丁廷模、栾恩杰（满族）、沙健孙（回族）、陈至立（女）、顾传训、曾庆存、巴图巴根（蒙古族）、廖文海（女）、刘毅、李慧芬（女）、韩叙、齐怀远、李岚清、吴仪（女）、张彦仲、邓鸿勋、汪家镠（女）、高德占、刘荣惠、赵延年（回族）、金鉴（满族）、张万欣、董占林、朱镕基、李森茂、任铁、宗顺留、孙奇、桂世镛、邢至康（女）、胡笑云、固辉、白恩培、陈邦柱、周文元、赵地（女）、马忠臣、乔宗淮、袁俊、何其宗、尹长民、黎明、黄菊